# Papá por un día
Papá por un día è un film del 2009 diretto da Raúl Rodríguez Peila.
Film argentino uscito il 6 agosto 2009 e il 14 novembre dello stesso anno al Festival internazionale del cinema di Mar del Plata.. Ha come protagonisti Nicolás Cabré, Luisana Lopilato e Gimena Accardi

## Trama
Federico è l'allenatore della squadra di hockey femminile di un club di altissimo livello e sta per sposarsi con Cecilia, una della squadra e la figlia del presidente del club. In un villaggio di Costa, il papà di Federico, che non vede il figlio da dieci anni, ha un infarto. Prima di morire, chiede al figlio di occuparsi di Tini, la sorellina di 8 anni. Improvvisamente cambia la vita di Federico. La pressione che sente questo giovane allenatore al dover affrontare la nuova realtà aumenta poco prima di sposarsi all'incontro con Julieta, il capitano della squadra di hockey che allenava suo padre. Quando Federico decide di seguire il cuore, mollare tutto e cominciare una nuova vita, Cecilia, la fidanzata, fa l'impossibile per riaverlo e realizzare il matrimonio. Julieta e Cecilia si sfidano nella finale nazionale di hockey non solo come capitani delle squadre, ma come le due donne in disputa per l'amore di Federico. La decisione di Federico, l'imminente matrimonio con Cecilia e la partenza di Julieta porterà un finale inaspettato, pieno di tenerezza e di emozione.